# Yordan Santa Cruz
Yordan Eduardo Santa Cruz Vera (7 ottobre 1993) è un ex calciatore cubano, di ruolo centrocampista.

## Palmarès

### Club

#### Competizioni nazionali
- Campionato cubano: 1

Cienfuegos: 2009